# Fresno-Alhándiga
Fresno-Alhándiga är en ort i Spanien.   Den ligger i provinsen Provincia de Salamanca och regionen Kastilien och Leon, i den centrala delen av landet, 160 km väster om huvudstaden Madrid. Fresno-Alhándiga ligger 831 meter över havet och antalet invånare är 275.
Terrängen runt Fresno-Alhándiga är huvudsakligen platt. Fresno-Alhándiga ligger nere i en dal. Runt Fresno-Alhándiga är det mycket glesbefolkat, med 5 invånare per kvadratkilometer. Närmaste större samhälle är Terradillos, 15,3 km norr om Fresno-Alhándiga. Trakten runt Fresno-Alhándiga består till största delen av jordbruksmark.